# Videoxbär
Videoxbär (Cotoneaster salicifolius) är en rosväxtart som beskrevs av Adrien René Franchet. Videoxbär ingår i släktet oxbär och familjen rosväxter. Arten härstammar från Kina och är en medelstor buske (upp till 5 meter hög) med bågböjda grenar. Den förekommer idag som trädgårdsväxt i många delar av världen och odlas som en prydnadsbuske i trädgårdar.
Till Sverige infördes arten efter år 1800 som trädgårdsväxt.

## Varieteter
- Cotoneaster salicifolius var. angustus T. T. Yu[1]
- Cotoneaster salicifolius var. henryanus (C. K. Schneider) T. T. Yu[1]
- Cotoneaster salicifolius var. rugosus (E. Pritzel) Rehder & E. H. Wilson[1]
- Cotoneaster salicifolius var. salicifolius[6]

## Bildgalleri

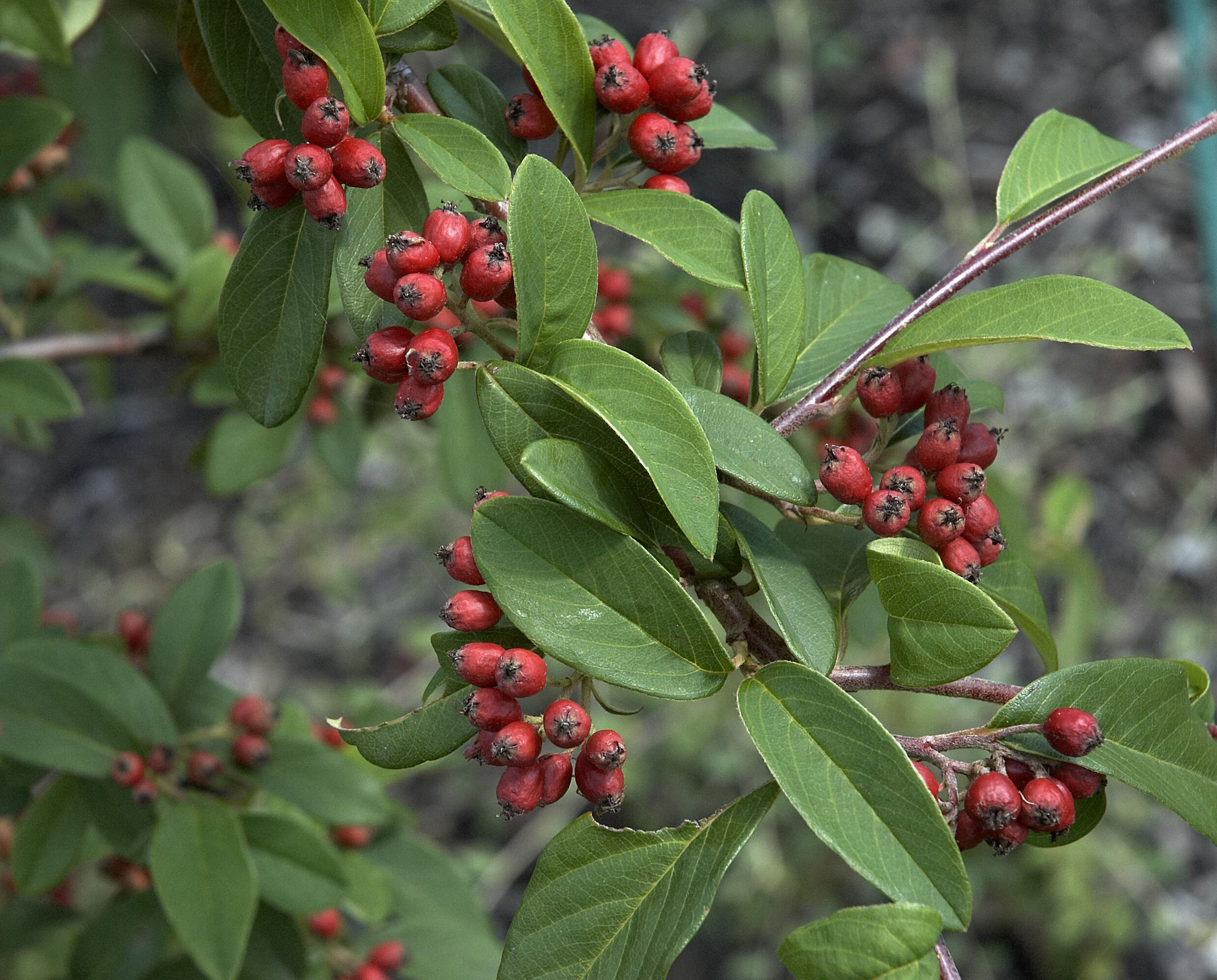